# MCMXCV
 (décembre 2024).
Si vous disposez d'ouvrages ou d'articles de référence ou si vous connaissez des sites web de qualité traitant du thème abordé ici, merci de compléter l'article en donnant les références utiles à sa vérifiabilité et en les liant à la section « Notes et références ».

MCMXCV est le deuxième album studio du groupe de folk metal allemand Subway to Sally, sorti en 1995.

## Liste des chansons
1. Krähenfrass - 3:21
2. Grabrede (mit Knochenpolka) - 4:17
3. Arche - 2:46
4. Sommertag - 4:26
5. Auf Der Flucht - 4:55
6. Requiem - 6:08
7. Erdbeermund - 3:46
8. Banks Of Sicely - 3:05
9. Der Braütigam - 5:21
10. Die Hexe - 4:28
11. Die Jagd - 4:16
12. Carrickfergus - 0:59

- Durée = 47:48